# 相馬邦之助
相馬 邦之助（そうま くにのすけ、SOMA KUNINOSUKE、1859年（安政6年）7月25日 - 1918年（大正7年）6月2日）は、日本の彫刻家。
別名（雅号）：相馬 仙齢（そうま せんれい）。
弘前市に生まれる。
平尾魯仙に絵画を学び、日暮里に住んでいた象牙職人、田中嶺玉（れいぎょく）のもとで根付の技法を学ぶ。

## 来歴
- 1859年（安政６年）
  - 7月25日、弘前藩の中級藩士・相馬元三郎の四男として生まれる。
- 1865年（慶応元年）
  - 4月12日、父元三郎死去。
- 1883年（明治16年）
  - 6月29日、最初の妻タカとの間に長女てい誕生。
- その後、妻タカ死去
- 1889年（明治22年）
  - 11月、岡倉天心、本多天城、高屋肖哲らと妙義山へ写生旅行[2]。
- 1890年（明治23年）
  - 3月、著書『象牙彫刻法』（東京国立博物館所蔵）を出版。
- 1893年（明治26年）
  - 5月、シカゴ万博において、牙彫『婦人小児像』（東京国立博物館所蔵）を出品。
- 同年8月、後妻かつとの間に長男冀誕生。
- 1897年（明治30年）
  - 10月、二男博誕生。
- 在籍期間は明らかでないが、青山女子手芸（中等部）において図工の教師として勤務していた[3]。
- 1918年（大正7年）
  - 6月2日、東京府浅草区下平右衛門町の自宅にて死去。